# Saumagen

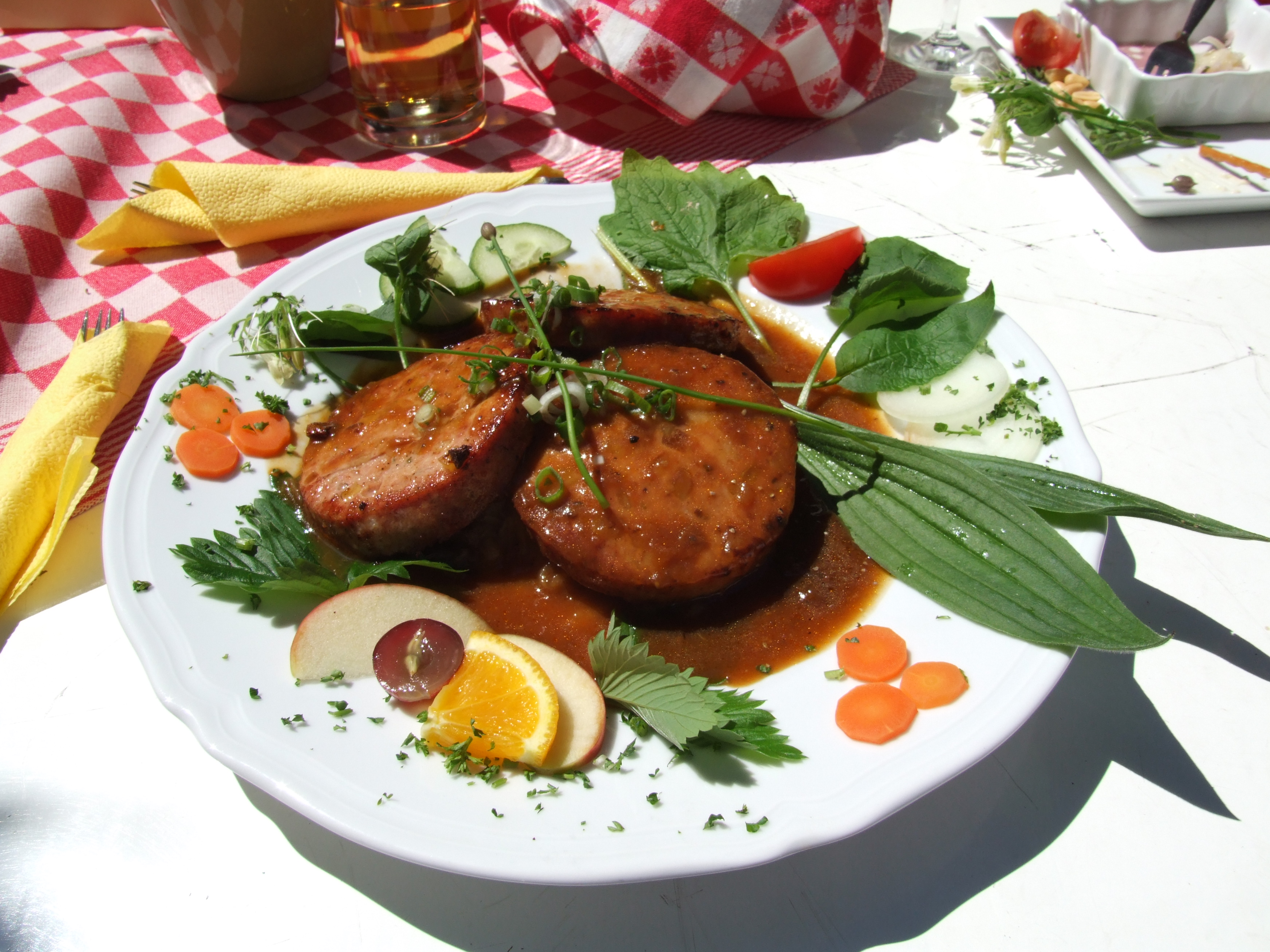
Pfälzer Saumagen.

El Pfälzer Saumagen (conocido en la cocina alemana también sólo como Saumagen), es un plato tradicional de la Gastronomía del Palatinado en el Palatinado (Alemania) de alto contenido cárnico que es servido sólo como comida principal. Su contenido es similar al de una Weißwurst pero contiene la tripa de la vaca (Pelle).

## Características
El relleno del Saumagen se compone de una diversidad de carne de cerdo preparadas al 'estilo del Palatinado' añadiendo además salchichas y patatas cocidas, todo ello elaborado con una numerosa cantidad de especias e ingredientes diversos. La mayoría de las recetas contienen cebollas, mejorana, nuez moscada y pimienta; es posible según la receta clavos, cilantro, tomillo, ajo, hojas molidas de laurel, cardamomo, albahaca, comino, pimienta o perejil bien picado.